# 毛花点草
毛花点草（学名：Nanocnide lobata）为荨麻科花点草属下的一个种。

## 扩展阅读
- 維基物種上的相關：毛花点草